# Enrique Alfaro Rojas
Enrique Alfaro Rojas (México, 11 de diciembre de 1974) es un exfutbolista mexicano criado en Ciudad de México. Jugaba de defensa lateral o volante por la banda derecha y actualmente está retirado.
Pasó la mayor parte de su carrera con el Toluca, jugando desde 1994 a 2002.

## Trayectoria
Enrique es un verdadero símbolo del Toluca, equipo con el que ha estado toda su carrera desde su debut en la 94-95. Ha sido un jugador regular en todos los torneos ha excepción del Invierno 1999 en el que sólo jugó 117 minutos.
Un futbolista que normalmente alineado a la derecha, fue pieza clave del equipo de los Campeonatos que ganó el Toluca durante los torneos de Verano de 1998, 1999 y 2000.

## Estadísticas

### Clubes
La siguiente tabla detalla los encuentros disputados y los goles marcados en los clubes en los que ha militado.
| Deportivo Toluca · México | 1.ª                 | 1994-95             | 18  | 2  | 1  | 0 | - | - | 19  | 2  |
| Deportivo Toluca · México | 1.ª                 | 1995-96             | 32  | 6  | 1  | 0 | - | - | 33  | 6  |
| Deportivo Toluca · México | 1.ª                 | 1996-97             | 27  | 5  | 6  | 0 | - | - | 33  | 5  |
| Deportivo Toluca · México | 1.ª                 | 1997-98             | 35  | 6  | -  | - | - | - | 35  | 6  |
| Deportivo Toluca · México | 1.ª                 | 1998-99             | 40  | 6  | 1  | 0 | 3 | 0 | 44  | 6  |
| Deportivo Toluca · México | 1.ª                 | 1999-00             | 25  | 1  | 3  | 0 | 1 | 0 | 29  | 1  |
| Deportivo Toluca · México | 1.ª                 | 2000-01             | 30  | 2  | -  | - | - | - | 30  | 2  |
| Deportivo Toluca · México | 1.ª                 | 2001-02             | 19  | 3  | 2  | 0 | - | - | 21  | 3  |
| Deportivo Toluca · México | 1.ª                 | Total               | 226 | 31 | 14 | 0 | 4 | 0 | 244 | 31 |
| Total en su carrera | Total en su carrera | Total en su carrera | 226 | 31 | 14 | 0 | 4 | 0 | 244 | 31 |
| (1)Incluye datos de la Copa México y Pre Pre Libertadores (1998, 1999 y 2001). (2)Incluye datos de la Copa Campeones CONCACAF (1998 y 1999). |                     |                     |     |    |    |   |   |   |     |    |

## Selección nacional

### Categorías menores
Sub-23
Participó en los Juegos Olímpicos de Atlanta 1996 en la lista de 18 jugadores.
| Torneo                   | Sede           | Resultado        |
| ------------------------ | -------------- | ---------------- |
| Juegos Olímpicos de 1996 | Estados Unidos | Cuartos de final |

### Absoluta
Formó parte de la Selección Mexicana de Fútbol en los procesos de Bora Milutinovic y Manuel Lapuente.
Fue internacional con México en 20 ocasiones participó en las clasificatorias para la Copa Mundial de fútbol de 1998 y jugó en la selección que ganó la Copa de Oro de la CONCACAF 1998. hizo su última aparición internacional en 18 de marzo de 1998, en el empate a unos frente a Paraguay.
Participaciones en torneos internacionales
| Competición                | Categoría | Sede                                 | Resultado   | Partidos | Goles |
| -------------------------- | --------- | ------------------------------------ | ----------- | -------- | ----- |
| Copa USA 1996              | Absoluta  | Estados Unidos                       | Campeón     | 3        | 0     |
| Copa USA 1997              | Absoluta  | Estados Unidos                       | Campeón     | 3        | 1     |
| Copa Oro CONCACAF 1998     | Absoluta  | Estados Unidos                       | Campeón     | 3        | 0     |
| Clasificación Mundial 1998 | Absoluta  | Norteamérica, Centroamérica y Caribe | Clasificado | 3        | 1     |
| Total                      | –         | –                                    | –           | 12       | 2     |

### Partidos internacionales
| Detalle de los partidos internacionales disputados | Detalle de los partidos internacionales disputados | Detalle de los partidos internacionales disputados | Detalle de los partidos internacionales disputados | Detalle de los partidos internacionales disputados | Detalle de los partidos internacionales disputados | Detalle de los partidos internacionales disputados |
| #                                                  | Fecha                                              | Rival                                              | Sede                                               | Estadio                                            | Resultado                                          | Competición                                        |
| -------------------------------------------------- | -------------------------------------------------- | -------------------------------------------------- | -------------------------------------------------- | -------------------------------------------------- | -------------------------------------------------- | -------------------------------------------------- |
| 1                                                  | 8 de junio de 1996                                 | Bolivia                                            | Los Ángeles                                        | Los Angeles Memorial Coliseum                      | 1 - 0                                              | Copa USA 1996                                      |
| 2                                                  | 12 de junio de 1996                                | Irlanda                                            | Los Ángeles                                        | Los Angeles Memorial Coliseum                      | 2 - 2                                              | Copa USA 1996                                      |
| 3                                                  | 16 de junio de 1996                                | Estados Unidos                                     | Los Ángeles                                        | Los Angeles Memorial Coliseum                      | 2 - 2                                              | Copa USA 1996                                      |
| 4                                                  | 31 de agosto de 1996                               | Francia                                            | París                                              | Stade de France                                    | 0 - 2                                              | Amistoso                                           |
| 5                                                  | 16 de octubre de 1996                              | Jamaica                                            | Ciudad de México                                   | Estadio Azteca                                     | 2 - 1                                              | Clasificación Mundial 1998                         |
| 6                                                  | 30 de octubre de 1996                              | San Vicente                                        | Ciudad de México                                   | Estadio Azteca                                     | 5 - 1                                              | Clasificación Mundial 1998                         |
| 7                                                  | 20 de noviembre de 1996                            | El Salvador                                        | Los Ángeles                                        | Los Angeles Memorial Coliseum                      | 3 - 1                                              | Amistoso                                           |
| 8                                                  | 17 de enero de 1997                                | Dinamarca                                          | Houston                                            | Jack Murphy Stadium                                | 3 - 1                                              | Copa USA 1997                                      |
| 9                                                  | 19 de enero de 1997                                | Estados Unidos                                     | Pasadena                                           | Estadio Rose Bowl                                  | 2 - 0                                              | Copa USA 1997                                      |
| 10                                                 | 22 de enero de 1997                                | Perú                                               | Pasadena                                           | Estadio Rose Bowl                                  | 2 - 0                                              | Copa USA 1997                                      |
| 11                                                 | 19 de febrero de 1997                              | Guatemala                                          | Dallas                                             | Estadio Bulldog                                    | 1 - 1                                              | Amistoso                                           |
| 12                                                 | 2 de marzo de 1997                                 | Canadá                                             | Ciudad de México                                   | Estadio Azteca                                     | 4 - 0                                              | Clasificación Mundial 1998                         |
| 13                                                 | 16 de marzo de 1997                                | Costa Rica                                         | Tibás                                              | Estadio Ricardo Saprissa Aymá                      | 0 - 0                                              | Clasificación Mundial 1998                         |
| 14                                                 | 29 de marzo de 1997                                | Inglaterra                                         | Londres                                            | Wembley Stadium                                    | 0 - 2                                              | Amistoso                                           |
| 15                                                 | 12 de octubre de 1997                              | Canadá                                             | Edmonton                                           | Commonwealth Stadium                               | 2 - 2                                              | Clasificación Mundial 1998                         |
| 16                                                 | 4 de febrero de 1998                               | Trinidad y Tobago                                  | Oakland                                            | O.co Coliseum                                      | 4 - 2                                              | Copa de Oro de la Concacaf 1998                    |
| 17                                                 | 7 de febrero de 1998                               | Honduras                                           | Oakland                                            | O.co Coliseum                                      | 2 - 0                                              | Copa de Oro de la Concacaf 1998                    |
| 18                                                 | 15 de febrero de 1998                              | Estados Unidos                                     | Los Ángeles                                        | Los Angeles Memorial Coliseum                      | 1 - 0                                              | Copa de Oro de la Concacaf 1998                    |
| 19                                                 | 24 de febrero de 1998                              | Países Bajos                                       | Miami                                              | Miami Orange Bowl                                  | 3 - 2                                              | Amistoso                                           |
| 20                                                 | 18 de marzo de 1998                                | Paraguay                                           | Ciudad de México                                   | Estadio Azteca                                     | 1 - 1                                              | Amistoso                                           |

Goles internacionales
| # | Fecha                 | Rival     | Marcador | Resultado | Competición                |
| - | --------------------- | --------- | -------- | --------- | -------------------------- |
| 1 | 17 de enero de 1997   | Dinamarca | 1-0      | 3-1       | Copa USA 1997              |
| 2 | 12 de octubre de 1997 | Canadá    | 1-0      | 2-2       | Clasificación Mundial 1998 |